# Giro d’Italia 2011
94. edycja wyścigu kolarskiego Giro d’Italia odbyła się od 7 do 29 maja 2011 roku. Liczyła dwadzieścia jeden etapów, o łącznym dystansie 3480 km. Wyścig, który zaliczany był do rankingu światowego UCI World Tour 2011 rozpoczął się w Turynie jazdą drużynową na czas, a zakończył w Mediolanie jazdą indywidualną na czas.
Wprawdzie w wyścigu zwyciężył Hiszpan Alberto Contador, ale po wyroku Trybunału Arbitrażowego ds. sportu w Lozannie w sprawie o doping, który 6 lutego 2012 skasował Contadorowi m.in. to zwycięstwo, układ miejsc na podium zmienił się. Ostatecznie pierwsze miejsce zostało przyznane Włochowi Michele Scarponiemu z grupy Lampre ISD, dla którego była to pierwsza wygrana w tym wyścigu, drugi był Włoch Vincenzo Nibali, a trzeci Francuz John Gadret.
W wyścigu startowało trzech polskich kolarzy: z nr startowym 96. Przemysław Niemiec z Lampre ISD (zajął 40. miejsce), ze 118. Sylwester Szmyd z Liquigas-Cannondale (był 82. na mecie) i z nr 224. Michał Gołaś z Vacansoleil-DCM (wycofał się przed 16. etapem). Nie startował ubiegłoroczny zwycięzca, Włoch Ivan Basso.
Na trasie 3. etapu wyścigu, 25 km przed metą doszło do tragicznego wypadku. Podczas zjazdu z przełęczy Passo del Bocco upadł kolarz ekipy Team Leopard-Trek, Belg Wouter Weylandt. Na skutek upadku doznał poważnych obrażeń wewnętrznych, w wyniku których zmarł.

## Uczestnicy
Na starcie wyścigu stanęli kolarze 23 zespołów. Wśród nich znalazły się wszystkie osiemnaście ekip UCI World Tour 2011 oraz pięć innych, zaproszonych przez organizatorów.
Lista drużyn uczestniczących w wyścigu:
| Numery  | Kod | Drużyna             |
| ------- | --- | ------------------- |
| 1-9     | ASA | Acqua & Sapone      |
| 11-19   | ALM | AG2R-La Mondiale    |
| 21-29   | AND | Androni Giocattoli  |
| 31-39   | BMC | BMC Racing Team     |
| 41-49   | COG | Colnago-CSF Inox    |
| 51-59   | EUS | Euskaltel-Euskadi   |
| 61-69   | GEO | Geox-TMC            |
| 71-79   | THR | HTC - Highroad      |
| 81-89   | KAT | Team Katusha        |
| 91-99   | LAM | Lampre ISD          |
| 101-109 | LEO | Team Leopard-Trek   |
| 111-119 | LIQ | Liquigas-Cannondale |

| Numery  | Kod | Drużyna                   |
| ------- | --- | ------------------------- |
| 121-129 | MOV | Team Movistar             |
| 131-139 | OLO | Omega Pharma-Lotto        |
| 141-149 | AST | Pro Team Astana           |
| 151-159 | FAR | Farnese Vini-Neri Sottoli |
| 161-169 | QST | Quick Step Cicling Team   |
| 171-179 | RAB | Rabobank                  |
| 181-189 | SBS | Saxo Bank Sungard         |
| 191-199 | SKY | Procycling Sky            |
| 201-209 | GRM | Garmin-Cervelo            |
| 211-219 | RSH | Team RadioShack           |
| 221-229 | VCD | Vacansoleil-DCM           |

## Etapy
| Etap | Data    | Start - Meta                            | km   | Typ                            | Zwycięzca etapu     | Lider            |
| ---- | ------- | --------------------------------------- | ---- | ------------------------------ | ------------------- | ---------------- |
| 1.   | 7 maja  | Vanaria Reale – Turyn                   | 19,3 | TTT Jazda drużynowa na czas    | HTC - Highroad      | Marco Pinotti    |
| 2.   | 8 maja  | Alba – Parma                            | 244  | Płaski                         | Alessandro Petacchi | Mark Cavendish   |
| 3.   | 9 maja  | Reggio Emilia – Rapallo                 | 178  | Pagórkowaty                    | Ángel Vicioso       | David Millar     |
| 4.   | 10 maja | Quarto dei Mille – Livorno              | 208  | Pagórkowaty                    | nie przyznano       | David Millar     |
| 5.   | 11 maja | Piombino – Orvieto                      | 201  | Pagórkowaty                    | Pieter Weening      | Pieter Weening   |
| 6.   | 12 maja | Orvieto – Fiuggi Terme                  | 216  | Pagórkowaty                    | Francisco Ventoso   | Pieter Weening   |
| 7.   | 13 maja | Maddaloni – Montevergine di Mercogliano | 110  | Górski                         | Bart De Clercq      | Pieter Weening   |
| 8.   | 14 maja | Sapri – Tropea                          | 217  | Płaski                         | Oscar Gatto         | Pieter Weening   |
| 9.   | 15 maja | Mesyna – Etna                           | 169  | Górski                         | Jose Rujano         | Alberto Contador |
| 10.  | 17 maja | Termoli – Teramo                        | 156  | Płaski                         | Mark Cavendish      | Alberto Contador |
| 11.  | 18 maja | Tortoreto Lido – Castelfidardo          | 142  | Pagórkowaty                    | John Gadret         | Alberto Contador |
| 12.  | 19 maja | Castelfidardo – Rawenna                 | 184  | Płaski                         | Mark Cavendish      | Alberto Contador |
| 13.  | 20 maja | Spilimbergo – Großglockner              | 167  | Górski                         | José Rujano         | Alberto Contador |
| 14.  | 21 maja | Lienz – Monte Zoncolan                  | 175  | Górski                         | Igor Antón          | Alberto Contador |
| 15.  | 22 maja | Conegliano – Val di Fassa               | 229  | Górski                         | Mikel Nieve         | Alberto Contador |
| 16.  | 24 maja | Belluno – Nevegal                       | 12,7 | ITT Jazda indywidualna na czas | Vincenzo Nibali     | Alberto Contador |
| 17.  | 25 maja | Feltre – Tirano                         | 230  | Pagórkowaty                    | Diego Ulissi        | Alberto Contador |
| 18.  | 26 maja | Morbegno – San Pellegrino Terme         | 151  | Pagórkowaty                    | Eros Capecchi       | Alberto Contador |
| 19.  | 27 maja | Bergamo – Macugnaga                     | 209  | Górski                         | Paolo Tiralongo     | Alberto Contador |
| 20.  | 28 maja | Verbania – Sestriere                    | 242  | Górski                         | Wasil Kiryjenka     | Alberto Contador |
| 21.  | 29 maja | Mediolan                                | 26   | ITT Jazda indywidualna na czas | David Millar        | Alberto Contador |

### Etap 1: 7 maja 2011:Vanaria Reale–Turyn19,3 km
| Lp. | Zawodnik            | Zespół | Czas    |
| --- | ------------------- | ------ | ------- |
| 1   | HTC - Highroad      | THR    | 20' 59" |
| 2   | Team RadioShack     | RSH    | + 10"   |
| 3   | Liquigas-Cannondale | LIQ    | + 22"   |
|     |                     |        |         |
| 3   | Sylwester Szmyd     | LIQ    | + 22"   |
| 6   | Przemysław Niemiec  | LAM    | + 24"   |
| 10  | Michał Gołaś        | VCD    | + 37"   |

| Lp. | Zawodnik           | Zespół | Czas    |
| --- | ------------------ | ------ | ------- |
| 1   | Marco Pinotti      | THR    | 20' 59" |
| 2   | Lars Bak           | THR    | + 0"    |
| 3   | Kanstancin Siucou  | THR    | + 0"    |
|     |                    |        |         |
| 16  | Sylwester Szmyd    | LIQ    | + 22"   |
| 38  | Przemysław Niemiec | LAM    | + 24"   |
| 61  | Michał Gołaś       | VCD    | + 37"   |

### Etap 2: 8 maja 2011:Alba–Parma244 km
| Lp. | Zawodnik            | Zespół | Czas       |
| --- | ------------------- | ------ | ---------- |
| 1   | Alessandro Petacchi | LAM    | 5h 45' 40" |
| 2   | Mark Cavendish      | THR    | + 0"       |
| 3   | Manuel Belletti     | COG    | + 0"       |
|     |                     |        |            |
| 165 | Michał Gołaś        | VCD    | + 0"       |
| 175 | Przemysław Niemiec  | LAM    | + 41"      |
| 190 | Sylwester Szmyd     | LIQ    | + 1' 42"   |

| Lp. | Zawodnik alberto contador | Zespół | Czas       |
| --- | ------------------------- | ------ | ---------- |
| 1   | Mark Cavendish            | THR    | 6h 06' 27" |
| 2   | Kanstancin Siucou         | THR    | + 12"      |
| 3   | Craig Lewis               | THR    | + 12"      |
|     |                           |        |            |
| 58  | Michał Gołaś              | VCD    | + 49"      |
| 138 | Przemysław Niemiec        | LAM    | + 1' 17"   |
| 173 | Sylwester Szmyd           | LIQ    | + 2' 16"   |

### Etap 3: 9 maja 2011:Reggio Emilia–Rapallo178 km
| Lp. | Zawodnik           | Zespół | Czas       |
| --- | ------------------ | ------ | ---------- |
| 1   | Ángel Vicioso      | AND    | 3h 57' 38" |
| 2   | David Millar       | GRM    | + 0"       |
| 3   | Pablo Lastras      | MOV    | + 0"       |
|     |                    |        |            |
| 94  | Michał Gołaś       | VCD    | + 21"      |
| 95  | Przemysław Niemiec | LAM    | + 21"      |
| 113 | Sylwester Szmyd    | LIQ    | + 21"      |

| Lp. | Zawodnik           | Zespół | Czas        |
| --- | ------------------ | ------ | ----------- |
| 1   | David Millar       | GRM    | 10h 04” 29" |
| 2   | Ángel Vicioso      | AND    | + 7"        |
| 3   | Kanstancin Siucou  | THR    | + 9"        |
|     |                    |        |             |
| 36  | Michał Gołaś       | VCD    | + 46"       |
| 87  | Przemysław Niemiec | LAM    | + 1' 14"    |
| 113 | Sylwester Szmyd    | LIQ    | + 2' 13"    |

### Etap 4: 10 maja 2011:Quarto dei Mille–Livorno216 km (Etap zneutralizowany)
| Lp. | Zawodnik           | Zespół | Czas       |
| --- | ------------------ | ------ | ---------- |
|     |                    |        | 5h 55' 58" |
|     |                    |        | +0"        |
|     |                    |        | +0"        |
|     |                    |        |            |
|     | Michał Gołaś       | VCD    | +0"        |
|     | Przemysław Niemiec | LAM    | +0"        |
|     | Sylwester Szmyd    | LIQ    | +0"        |

| Lp. | Zawodnik           | Zespół | Czas        |
| --- | ------------------ | ------ | ----------- |
| 1   | David Millar       | GRM    | 10h 04” 29" |
| 2   | Ángel Vicioso      | AND    | + 7"        |
| 3   | Kanstancin Siucou  | THR    | + 9"        |
|     |                    |        |             |
| 36  | Michał Gołaś       | VCD    | + 46"       |
| 87  | Przemysław Niemiec | LAM    | + 1' 14"    |
| 113 | Sylwester Szmyd    | LIQ    | + 2' 13"    |

### Etap 5: 11 maja 2011:Piombino–Orvieto201 km
| Lp. | Zawodnik           | Zespół | Czas       |
| --- | ------------------ | ------ | ---------- |
| 1   | Pieter Weening     | RAB    | 4h 54' 49" |
| 2   | Fabio Duarte       | GEO    | +8"        |
| 3   | José Serpa         | AND    | +8"        |
|     |                    |        |            |
| 48  | Przemysław Niemiec | LAM    | + 2' 03"   |
| 106 | Michał Gołaś       | VCD    | + 10' 40 „ |
| 107 | Sylwester Szmyd    | LIQ    | + 10' 40 „ |

| Lp. | Zawodnik           | Zespół | Czas        |
| --- | ------------------ | ------ | ----------- |
| 1   | Pieter Weening     | RAB    | 14h 59” 33" |
| 2   | Marco Pinotti      | THR    | + 2"        |
| 3   | Kanstancin Siucou  | THR    | + 2"        |
|     |                    |        |             |
| 48  | Przemysław Niemiec | LAM    | + 3' 08"    |
| 85  | Michał Gołaś       | VCD    | + 11' 11"   |
| 101 | Sylwester Szmyd    | LIQ    | + 12' 38"   |

### Etap 6: 12 maja 2011:Orvieto–Fiuggi Terme216 km
| Lp. | Zawodnik            | Zespół | Czas       |
| --- | ------------------- | ------ | ---------- |
| 1   | Francisco Ventoso   | MOV    | 5h 15' 39" |
| 2   | Alessandro Petacchi | LAM    | +0"        |
| 3   | Roberto Ferrari     | AND    | +0"        |
|     |                     |        |            |
| 40  | Przemysław Niemiec  | LAM    | + 0"       |
| 95  | Sylwester Szmyd     | LIQ    | + 43 „     |
| 101 | Michał Gołaś        | VCD    | + 1' 09 „  |

| Lp. | Zawodnik           | Zespół | Czas        |
| --- | ------------------ | ------ | ----------- |
| 1   | Pieter Weening     | RAB    | 20h 15” 12" |
| 2   | Kanstancin Siucou  | THR    | + 2"        |
| 3   | Marco Pinotti      | THR    | + 2"        |
|     |                    |        |             |
| 47  | Przemysław Niemiec | LAM    | + 3' 02"    |
| 85  | Michał Gołaś       | VCD    | + 12' 20"   |
| 92  | Sylwester Szmyd    | LIQ    | + 13' 21"   |

### Etap 7: 13 maja 2011:Maddaloni–Montevergine di Mercogliano110 km
| Lp. | Zawodnik           | Zespół | Czas       |
| --- | ------------------ | ------ | ---------- |
| 1   | Bart De Clercq     | OLO    | 2h 54' 47" |
| 2   | Michele Scarponi   | LAM    | + 0"       |
| 3   | Roman Kreuziger    | AST    | + 0"       |
|     |                    |        |            |
| 38  | Przemysław Niemiec | LAM    | + 25"      |
| 46  | Sylwester Szmyd    | LIQ    | + 33"      |
| 87  | Michał Gołaś       | VCD    | + 7' 57"   |

| Lp. | Zawodnik           | Zespół | Czas        |
| --- | ------------------ | ------ | ----------- |
| 1   | Pieter Weening     | RAB    | 23h 09” 59" |
| 2   | Kanstancin Siucou  | THR    | + 2"        |
| 3   | Marco Pinotti      | THR    | + 2"        |
|     |                    |        |             |
| 37  | Przemysław Niemiec | LAM    | + 3' 27"    |
| 64  | Sylwester Szmyd    | LIQ    | + 13' 54"   |
| 85  | Michał Gołaś       | VCD    | + 20' 17"   |

### Etap 8: 14 maja 2011:Sapri–Tropea217 km
| Lp. | Zawodnik            | Zespół | Czas       |
| --- | ------------------- | ------ | ---------- |
| 1   | Oscar Gatto         | FAR    | 4h 59' 45" |
| 2   | Alberto Contador    | SBS    | + 0"       |
| 3   | Alessandro Petacchi | LAM    | + 5"       |
|     |                     |        |            |
| 26  | Michał Gołaś        | VCD    | + 5"       |
| 116 | Przemysław Niemiec  | LAM    | + 1' 22"   |
| 151 | Sylwester Szmyd     | LIQ    | + 1' 43"   |

| Lp. | Zawodnik           | Zespół | Czas        |
| --- | ------------------ | ------ | ----------- |
| 1   | Pieter Weening     | RAB    | 28h 09” 49" |
| 2   | Kanstancin Siucou  | THR    | + 2"        |
| 3   | Marco Pinotti      | THR    | + 2"        |
|     |                    |        |             |
| 39  | Przemysław Niemiec | LAM    | + 4' 44"    |
| 65  | Sylwester Szmyd    | LIQ    | + 15' 32"   |
| 81  | Michał Gołaś       | VCD    | + 20' 17"   |

### Etap 9: 15 maja 2011:Mesyna–Etna169 km
| Lp. | Zawodnik           | Zespół | Czas       |
| --- | ------------------ | ------ | ---------- |
| 1   | Alberto Contador   | SBS    | 4h 54' 08" |
| 2   | José Rujano        | AND    | + 3"       |
| 3   | Stefano Garzelli   | ASA    | + 50"      |
|     |                    |        |            |
| 19  | Przemysław Niemiec | LAM    | + 1' 45"   |
| 77  | Michał Gołaś       | VCD    | + 16' 27"  |
| 103 | Sylwester Szmyd    | LIQ    | + 23' 46"  |

| Lp. | Zawodnik            | Zespół | Czas        |
| --- | ------------------- | ------ | ----------- |
| 1   | Alberto Contador    | SBS    | 33h 03” 51" |
| 2   | Kanstancin Siucou   | THR    | + 59"       |
| 3   | Christophe Le Mével | GRM    | + 1' 19"    |
|     |                     |        |             |
| 31  | Przemysław Niemiec  | LAM    | + 6' 36"    |
| 79  | Michał Gołaś        | VCD    | + 36' 51"   |
| 84  | Sylwester Szmyd     | LIQ    | + 39' 25"   |

### Etap 10: 17 maja 2011:Termoli–Teramo159 km
| Lp. | Zawodnik            | Zespół | Czas       |
| --- | ------------------- | ------ | ---------- |
| 1   | Mark Cavendish      | THR    | 4h 00' 49" |
| 2   | Francisco Ventoso   | MOV    | + 0"       |
| 3   | Alessandro Petacchi | LAM    | + 0"       |
|     |                     |        |            |
| 72  | Michał Gołaś        | VCD    | + 0"       |
| 121 | Przemysław Niemiec  | LAM    | + 0"       |
| 127 | Sylwester Szmyd     | LIQ    | + 0"       |

| Lp. | Zawodnik            | Zespół | Czas        |
| --- | ------------------- | ------ | ----------- |
| 1   | Alberto Contador    | SBS    | 37h 04” 40" |
| 2   | Kanstancin Siucou   | THR    | + 59"       |
| 3   | Christophe Le Mével | GRM    | + 1' 19"    |
|     |                     |        |             |
| 31  | Przemysław Niemiec  | LAM    | + 6' 36"    |
| 77  | Michał Gołaś        | VCD    | + 36' 51"   |
| 83  | Sylwester Szmyd     | LIQ    | + 39' 25"   |

### Etap 11: 18 maja 2011:Tortoreto Lido–Castelfidardo142 km
| Lp. | Zawodnik           | Zespół | Czas       |
| --- | ------------------ | ------ | ---------- |
| 1   | John Gadret        | ALM    | 3h 33' 11" |
| 2   | Joaquim Rodríguez  | KAT    | + 0"       |
| 3   | Giovanni Visconti  | FAR    | + 0"       |
|     |                    |        |            |
| 46  | Przemysław Niemiec | LAM    | + 50"      |
| 151 | Sylwester Szmyd    | LIQ    | + 15' 10"  |
| 156 | Michał Gołaś       | VCD    | + 15' 10"  |

| Lp. | Zawodnik           | Zespół | Czas        |
| --- | ------------------ | ------ | ----------- |
| 1   | Alberto Contador   | SBS    | 40h 37" 51" |
| 2   | Kanstancin Siucou  | THR    | + 59"       |
| 3   | Vincenzo Nibali    | LIQ    | + 1' 21"    |
|     |                    |        |             |
| 29  | Przemysław Niemiec | LAM    | + 7' 26"    |
| 93  | Michał Gołaś       | VCD    | + 52' 01"   |
| 99  | Sylwester Szmyd    | LIQ    | + 54' 35"   |

### Etap 12: 19 maja 2011:Castelfidardo–Rawenna184 km
| Lp. | Zawodnik            | Zespół | Czas       |
| --- | ------------------- | ------ | ---------- |
| 1   | Mark Cavendish      | THR    | 4h 17' 25" |
| 2   | Davide Appollonio   | SKY    | + 0"       |
| 3   | Alessandro Petacchi | LAM    | + 0"       |
|     |                     |        |            |
| 132 | Przemysław Niemiec  | LAM    | + 0"       |
| 151 | Sylwester Szmyd     | LIQ    | + 0"       |
| 166 | Michał Gołaś        | VCD    | + 0        |

| Lp. | Zawodnik           | Zespół | Czas        |
| --- | ------------------ | ------ | ----------- |
| 1   | Alberto Contador   | SBS    | 44h 55” 16" |
| 2   | Kanstancin Siucou  | THR    | + 59"       |
| 3   | Vincenzo Nibali    | LIQ    | + 1' 21"    |
|     |                    |        |             |
| 29  | Przemysław Niemiec | LAM    | + 7' 26"    |
| 93  | Michał Gołaś       | VCD    | + 51' 57"   |
| 98  | Sylwester Szmyd    | LIQ    | + 54 35"    |

### Etap 13: 20 maja 2011:Spilimbergo–Großglockner167 km
| Lp. | Zawodnik           | Zespół | Czas       |
| --- | ------------------ | ------ | ---------- |
| 1   | José Rujano        | AND    | 4h 45' 54" |
| 2   | Alberto Contador   | SBS    | + 0"       |
| 3   | John Gadret        | ALM    | + 1' 27"   |
|     |                    |        |            |
| 18  | Przemysław Niemiec | LAM    | + 2' 42"   |
| 121 | Michał Gołaś       | VCD    | + 18' 56"  |
| 135 | Sylwester Szmyd    | LIQ    | + 20' 43"  |

| Lp. | Zawodnik           | Zespół | Czas         |
| --- | ------------------ | ------ | ------------ |
| 1   | Alberto Contador   | SBS    | 49h 40” 58"  |
| 2   | Vincenzo Nibali    | LIQ    | + 3' 09"     |
| 3   | Michele Scarponi   | LAM    | + 3' 16"     |
|     |                    |        |              |
| 24  | Przemysław Niemiec | LAM    | + 10' 20"    |
| 96  | Michał Gołaś       | VCD    | + 1h 11' 05" |
| 102 | Sylwester Szmyd    | LIQ    | + 1h 15' 30" |

### Etap 14: 21 maja 2011:Lienz–Monte Zoncolan175 km
| Lp. | Zawodnik           | Zespół | Czas       |
| --- | ------------------ | ------ | ---------- |
| 1   | Igor Antón         | EUS    | 5h 04' 26" |
| 2   | Alberto Contador   | SBS    | + 33"      |
| 3   | Vincenzo Nibali    | LIQ    | + 40"      |
|     |                    |        |            |
| 13  | Przemysław Niemiec | LAM    | + 2' 57"   |
| 97  | Sylwester Szmyd    | LIQ    | + 16 26"   |
| 111 | Michał Gołaś       | VCD    | + 17' 12"  |

| Lp. | Zawodnik           | Zespół | Czas         |
| --- | ------------------ | ------ | ------------ |
| 1   | Alberto Contador   | SBS    | 54h 45” 45"  |
| 2   | Vincenzo Nibali    | LIQ    | + 3' 20"     |
| 3   | Igor Antón         | EUS    | + 3' 21"     |
|     |                    |        |              |
| 19  | Przemysław Niemiec | LAM    | + 12' 56"    |
| 96  | Michał Gołaś       | VCD    | + 1h 27' 56" |
| 103 | Sylwester Szmyd    | LIQ    | + 1h 31' 35" |

### Etap 15: 22 maja 2011:Conegliano–Val di Fassa229 km
| Lp. | Zawodnik           | Zespół | Czas       |
| --- | ------------------ | ------ | ---------- |
| 1   | Mikel Nieve        | EUS    | 7h 27' 14" |
| 2   | Stefano Garzelli   | ASA    | + 1' 41"   |
| 3   | Alberto Contador   | SBS    | + 1' 51"   |
|     |                    |        |            |
| 39  | Przemysław Niemiec | LAM    | + 16' 38"  |
| 127 | Sylwester Szmyd    | LIQ    | + 38' 57"  |
| 135 | Michał Gołaś       | VCD    | + 39' 52"  |

| Lp. | Zawodnik           | Zespół | Czas         |
| --- | ------------------ | ------ | ------------ |
| 1   | Alberto Contador   | SBS    | 62h 14” 42"  |
| 2   | Michele Scarponi   | LAM    | + 4' 20"     |
| 3   | Vincenzo Nibali    | LIQ    | + 5' 11"     |
|     |                    |        |              |
| 21  | Przemysław Niemiec | LAM    | + 27' 51"    |
| 104 | Michał Gołaś       | VCD    | + 2h 06' 05" |
| 108 | Sylwester Szmyd    | LIQ    | + 2h 08' 49" |

### Etap 16: 24 maja 2011:Belluno–Nevegal12,7 km
| Lp.   | Zawodnik           | Zespół | Czas     |
| ----- | ------------------ | ------ | -------- |
| 1     | Alberto Contador   | SBS    | 28' 55"  |
| 2     | Vincenzo Nibali    | LIQ    | + 34"    |
| 3     | Michele Scarponi   | LAM    | + 38"    |
|       |                    |        |          |
| 32    | Sylwester Szmyd    | LIQ    | + 2' 10" |
| 60    | Przemysław Niemiec | LAM    | + 2' 59" |
| [ 1 ] | Michał Gołaś       | VCD    |          |

| Lp.   | Zawodnik           | Zespół | Czas         |
| ----- | ------------------ | ------ | ------------ |
| 1     | Alberto Contador   | SBS    | 62h 43” 37"  |
| 2     | Michele Scarponi   | LAM    | + 4'58"      |
| 3     | Vincenzo Nibali    | LIQ    | + 5' 45"     |
|       |                    |        |              |
| 23    | Przemysław Niemiec | LAM    | + 30' 50”    |
| 105   | Sylwester Szmyd    | LIQ    | + 2h 10' 59" |
| [ 1 ] | Michał Gołaś       | VCD    |              |

### Etap 17: 25 maja 2011:Feltre–Tirano230 km
| Lp.  | Zawodnik           | Zespół | Czas       |
| ---- | ------------------ | ------ | ---------- |
| 1    | Diego Ulissi       | LAM    | 5h 31' 51" |
| 2    | Pablo Lastras      | MOV    | + 0"       |
| 3    | Giovanni Visconti  | FAR    | + 0"       |
|      |                    |        |            |
| ’70' | Przemysław Niemiec | LAM    | + 2' 33"   |
| 142  | Sylwester Szmyd    | LIQ    | + 24' 17"  |

| Lp. | Zawodnik           | Zespół | Czas         |
| --- | ------------------ | ------ | ------------ |
| 1   | Alberto Contador   | SBS    | 68h 18” 27"  |
| 2   | Michele Scarponi   | LAM    | + 4'58"      |
| 3   | Vincenzo Nibali    | LIQ    | + 5' 45"     |
|     |                    |        |              |
| 23  | Przemysław Niemiec | LAM    | + 31' 24"    |
| 118 | Sylwester Szmyd    | LIQ    | + 2h 32' 17" |

### Etap 18: 26 maja 2011:Morbegno–San Pellegrino Terme151 km
| Lp. | Zawodnik           | Zespół | Czas       |
| --- | ------------------ | ------ | ---------- |
| 1   | Eros Capecchi      | LIQ    | 3h 20' 38" |
| 2   | Marco Pinotti      | THR    | + 0"       |
| 3   | Kevin Seeldraeyers | QST    | + 0"       |
|     |                    |        |            |
| 65  | Sylwester Szmyd    | LIQ    | + 6'04"    |
| 105 | Przemysław Niemiec | LAM    | + 14' 46"  |

| Lp. | Zawodnik           | Zespół | Czas         |
| --- | ------------------ | ------ | ------------ |
| 1   | Alberto Contador   | SBS    | 71h 45” 09"  |
| 2   | Michele Scarponi   | LAM    | + 4'58"      |
| 3   | Vincenzo Nibali    | LIQ    | + 5' 45"     |
|     |                    |        |              |
| 26  | Przemysław Niemiec | LAM    | + 40' 16"    |
| 112 | Sylwester Szmyd    | LIQ    | + 2h 32' 17" |

### Etap 19: 27 maja 2011:Bergamo–Macugnaga209 km
| Lp. | Zawodnik           | Zespół | Czas       |
| --- | ------------------ | ------ | ---------- |
| 1   | Paolo Tiralongo    | AST    | 5h 26' 27" |
| 2   | Alberto Contador   | SBS    | + 0"       |
| 3   | Vincenzo Nibali    | LIQ    | + 3"       |
|     |                    |        |            |
| 31  | Sylwester Szmyd    | LIQ    | + 2' 25"   |
| 69  | Przemysław Niemiec | LAM    | + 19' 31"  |

| Lp. | Zawodnik           | Zespół | Czas         |
| --- | ------------------ | ------ | ------------ |
| 1   | Alberto Contador   | SBS    | 77h 11” 24"  |
| 2   | Michele Scarponi   | LAM    | + 5'18"      |
| 3   | Vincenzo Nibali    | LIQ    | + 5' 52"     |
|     |                    |        |              |
| 30  | Przemysław Niemiec | LAM    | + 59' 59"    |
| 95  | Sylwester Szmyd    | LIQ    | + 2h 34' 54" |

### Etap 20: 28 maja 2011:Verbania–Sestriere242 km
| Lp. | Zawodnik           | Zespół | Czas       |
| --- | ------------------ | ------ | ---------- |
| 1   | Wasil Kiryjenka    | MOV    | 6h 17' 02" |
| 2   | José Rujano        | AND    | + 4' 43"   |
| 3   | Joaquim Rodríguez  | KAT    | + 4' 50"   |
|     |                    |        |            |
| 51  | Sylwester Szmyd    | LIQ    | + 16' 18"  |
| 72  | Przemysław Niemiec | LAM    | + 32' 50"  |

| Lp. | Zawodnik           | Zespół | Czas         |
| --- | ------------------ | ------ | ------------ |
| 1   | Alberto Contador   | SBS    | 83h 34” 25"  |
| 2   | Michele Scarponi   | LAM    | + 5'18"      |
| 3   | Vincenzo Nibali    | LIQ    | + 6' 14"     |
|     |                    |        |              |
| 40  | Przemysław Niemiec | LAM    | + 1h 26' 51" |
| 81  | Sylwester Szmyd    | LIQ    | + 2h 45' 14" |

### Etap 21: 29 maja 2011:Mediolan26 km
| Lp. | Zawodnik           | Zespół | Czas     |
| --- | ------------------ | ------ | -------- |
| 1   | David Millar       | GRM    | 30' 13"  |
| 2   | Alex Rasmussen     | THR    | + 7"     |
| 3   | Alberto Contador   | SBS    | + 36"    |
|     |                    |        |          |
| 79  | Przemysław Niemiec | LAM    | + 3' 04" |
| 125 | Sylwester Szmyd    | LIQ    | + 3' 54" |

| Lp. | Zawodnik           | Zespół | Czas         |
| --- | ------------------ | ------ | ------------ |
| 1   | Alberto Contador   | SBS    | 84h 05” 14"  |
| 2   | Michele Scarponi   | LAM    | + 6'10"      |
| 3   | Vincenzo Nibali    | LIQ    | + 6' 56"     |
|     |                    |        |              |
| 40  | Przemysław Niemiec | LAM    | + 1h 29' 19" |
| 82  | Sylwester Szmyd    | LIQ    | + 2h 48' 32" |

## Posiadacze koszulek po poszczególnych etapach
| Etap                 | Zwycięzca            | Generalna Maglia rosa | Górska Maglia verde | Punktowa Maglia rossa | Młodzieżowa Maglia bianca | Trofeo Fast Team | Trofeo Super Team  |
| -------------------- | -------------------- | --------------------- | ------------------- | --------------------- | ------------------------- | ---------------- | ------------------ |
| 1                    | HTC - Highroad       | Marco Pinotti         | -                   | -                     | Bjørn Selander            | HTC - Highroad   | Omega Pharma-Lotto |
| 2                    | Alessandro Petacchi  | Mark Cavendish        | Sebastian Lang      | Alessandro Petacchi   | Bjørn Selander            | HTC - Highroad   | HTC - Highroad     |
| 3                    | Ángel Vicioso        | David Millar          | Gianluca Brambilla  | Alessandro Petacchi   | Jan Bakelandts            | Garmin-Cervelo   | Garmin-Cervelo     |
| 4                    | nie przyznano        | David Millar          | Gianluca Brambilla  | Alessandro Petacchi   | Jan Bakelandts            | Garmin-Cervelo   | Garmin-Cervelo     |
| 5                    | Pieter Weening       | Pieter Weening        | Martin Kohler       | Alessandro Petacchi   | Steven Kruijswijk         | Team Movistar    | Garmin-Cervelo     |
| 6                    | Francisco Ventoso    | Pieter Weening        | Martin Kohler       | Alessandro Petacchi   | Steven Kruijswijk         | Team Movistar    | Garmin-Cervelo     |
| 7                    | Bart De Clercq       | Pieter Weening        | Bart De Clercq      | Alessandro Petacchi   | Steven Kruijswijk         | Team Movistar    | Garmin-Cervelo     |
| 8                    | Oscar Gatto          | Pieter Weening        | Bart De Clercq      | Alessandro Petacchi   | Steven Kruijswijk         | Team Movistar    | Garmin-Cervelo     |
| 9                    | Alberto Contador     | Alberto Contador      | Filippo Savini      | Alberto Contador      | Roman Kreuziger           | Pro Team Astana  | Androni Giocattoli |
| 10                   | Mark Cavendish       | Alberto Contador      | Filippo Savini      | Alessandro Petacchi   | Roman Kreuziger           | Pro Team Astana  | Androni Giocattoli |
| 11                   | John Gadret          | Alberto Contador      | Filippo Savini      | Alessandro Petacchi   | Roman Kreuziger           | Pro Team Astana  | Androni Giocattoli |
| 12                   | Mark Cavendish       | Alberto Contador      | Filippo Savini      | Alessandro Petacchi   | Roman Kreuziger           | Pro Team Astana  | Androni Giocattoli |
| 13                   | José Rujano          | Alberto Contador      | Alberto Contador    | Alberto Contador      | Roman Kreuziger           | Pro Team Astana  | Androni Giocattoli |
| 14                   | Igor Antón           | Alberto Contador      | Alberto Contador    | Alberto Contador      | Roman Kreuziger           | Pro Team Astana  | Lampre-ISD         |
| 15                   | Mikel Nieve          | Alberto Contador      | Stefano Garzelli    | Alberto Contador      | Roman Kreuziger           | Pro Team Astana  | Lampre-ISD         |
| 16                   | Alberto Contador     | Alberto Contador      | Stefano Garzelli    | Alberto Contador      | Roman Kreuziger           | Pro Team Astana  | Lampre-ISD         |
| 17                   | Diego Ulissi         | Alberto Contador      | Stefano Garzelli    | Alberto Contador      | Roman Kreuziger           | Pro Team Astana  | Lampre-ISD         |
| 18                   | Eros Capecchi        | Alberto Contador      | Stefano Garzelli    | Alberto Contador      | Roman Kreuziger           | Pro Team Astana  | Lampre-ISD         |
| 19                   | Paolo Tiralongo      | Alberto Contador      | Stefano Garzelli    | Alberto Contador      | Roman Kreuziger           | Pro Team Astana  | Lampre-ISD         |
| 20                   | Wasil Kiryjenka      | Alberto Contador      | Stefano Garzelli    | Alberto Contador      | Roman Kreuziger           | Pro Team Astana  | Lampre-ISD         |
| 21                   | David Millar         | Alberto Contador      | Stefano Garzelli    | Alberto Contador      | Roman Kreuziger           | Pro Team Astana  | Lampre-ISD         |
| Klasyfikacja końcowa | Klasyfikacja końcowa | Alberto Contador      | Stefano Garzelli    | Alberto Contador      | Roman Kreuziger           | Pro Team Astana  | Lampre-ISD         |

## Końcowa klasyfikacja generalna
| M-ce | Imię i nazwisko   | Drużyna | Czas        |
| ---- | ----------------- | ------- | ----------- |
| DSQ  | Alberto Contador  | SBS     | 84h 05' 14” |
| 1.   | Michele Scarponi  | LAM     | 84h 11' 24" |
| 2.   | Vincenzo Nibali   | LIQ     | + 46”       |
| 3.   | John Gadret       | ALM     | + 3' 54”    |
| 4.   | Joaquim Rodríguez | KAT     | + 4' 55”    |
| 5.   | Roman Kreuziger   | AST     | + 5' 18”    |
| 6.   | José Rujano       | AND     | + 6' 02”    |
| 7.   | Denis Mienszow    | GEO     | + 6' 08”    |
| 8.   | Steven Kruijswijk | RAB     | + 7' 48”    |
| 9.   | Kanstancin Siucou | THR     | + 8' 00”    |
| 10.  | Mikel Nieve       | EUS     | + 9'58"     |

| Poz. | Zawodnik         | Drużyna | Punkty |
| ---- | ---------------- | ------- | ------ |
| 1    | Alberto Contador | SBS     | 202    |
| 2    | Michele Scarponi | LAM     | 122    |
| 3    | Vincenzo Nibali  | LIQ     | 121    |
| 4    | José Rujano      | AND     | 107    |
| 5    | John Gadret      | ALM     | 97     |

| Poz. | Zawodnik           | Drużyna | Czas |
| ---- | ------------------ | ------- | ---- |
| 1    | Stefano Garzelli   | ASA     | 67   |
| 2    | Alberto Contador   | SBS     | 58   |
| 3    | José Rujano        | AND     | 43   |
| 4    | Mikel Nieve        | EUS     | 39   |
| 5    | Gianluca Brambilla | COG     | 29   |

| Poz. | Zawodnik          | Drużyna | Czas        |
| ---- | ----------------- | ------- | ----------- |
| 1    | Roman Kreuziger   | AST     | 84h 16' 42” |
| 2    | Steven Kruijswijk | RAB     | + 2' 23"    |
| 3    | Peter Stetina     | GRM     | + 38' 41"   |
| 4    | Jan Bakelandts    | OLO     | + 43' 39"   |
| 5    | Bart De Clercq    | OLO     | + 52' 57"   |